# Жупчани
Жупчани (словац. Župčany) — село в Словаччині, Пряшівському окрузі Пряшівського краю.
Уперше згадується 1248 року.

## Географія
Розташоване в північно–східній частині Словаччини, у Шариській височині в долині потоку Чадай, біля джерела Шариського потока.

## Культурні пам'ятки
- римо-католицький костел з початку 16 століття, перебудований у 18 та 20 століттях
- садиба з першої половини 19 століття в стилі класицизму
- Літературний музей східної Словаччини, у минулому пам'ятна кімната Йонаша Заборського
- могильна плита на місці поховання Йонаша Заборського на місцевому цвинтарі

## Населення
| Рік:            | 1994. | 2004.    | 2014.    | 2024.    |
| --------------- | ----- | -------- | -------- | -------- |
| Кількість осіб: | 1104  | 1280     | 1474     | 2139     |
| Різниця:        |       | +15,94 % | +15,15 % | +45,11 % |

| Рік:            | 2023. | 2024.   |
| --------------- | ----- | ------- |
| Кількість осіб: | 2079  | 2139    |
| Різниця:        |       | +2,88 % |

У селі проживає 1 470 осіб.
Національний склад населення (за даними останнього перепису населення — 2001 року):
- словаки — 99,01 %,
- чехи — 0,25 %.

Склад населення за приналежністю до релігії станом на 2001 рік:
- римо-католики — 92,98 %,
- протестанти — 3,06 %,
- греко-католики — 1,24 %,
- православні — 0,17 %,
- не вважають себе віруючими або не належать до жодної вищезгаданої церкви — 2,56 %.

### Відомі постаті
- Йонаш Заборський (1812—1876) — словацький поет, байкар, прозаїк, драматург, історик, журналіст та теолог, професор грецької мови. У 1853—1876 рр. був у цьому селі священиком, де помер 23 січня 1876 та похований на місцевому цвинтарі.